# Palazzo Comunale (Spoleto)
Il Palazzo comunale di Spoleto si trova a metà strada fra il foro, attuale piazza del Mercato, e piazza del Duomo, in una zona (nel medioevo chiamata Vaita Palazzo) dove fin dall'antichità sorgevano case gentilizie, dimore private o di rappresentanza. Le sue fondazioni poggiano in parte sull'area della Casa romana scoperta da Giuseppe Sordini nel 1885. 

Dopo una lunga ristrutturazione terminata nel 2007, l'edificio ospita gli organi istituzionali e politici della città.

## Storia
Precedentemente venivano utilizzati altri spazi, ma dopo l'anno 1296 l'attività di governo della città si concentra in questo palazzo appena restaurato. 
Non si conosce l'aspetto dell'edificio prima del XIII secolo, si sa solo che comprendeva un chiostro sotto i cui portici il podestà e il capitano del popolo svolgevano parte delle loro mansioni. 

La parte dell'edificio più antica (XIII secolo) è la torre nella facciata sud in via del Municipio; ampliamenti e miglioramenti avvenuti nel quattrocento, sono stati possibili grazie all'interessamento del papa Niccolò V, la cui famiglia (madre, fratello e zii) risiedeva in città, all'interno della Rocca; egli stesso nel 1449, per fuggire al diffondersi della peste a Roma, raggiunge la famiglia e vi rimane per alcuni mesi. 

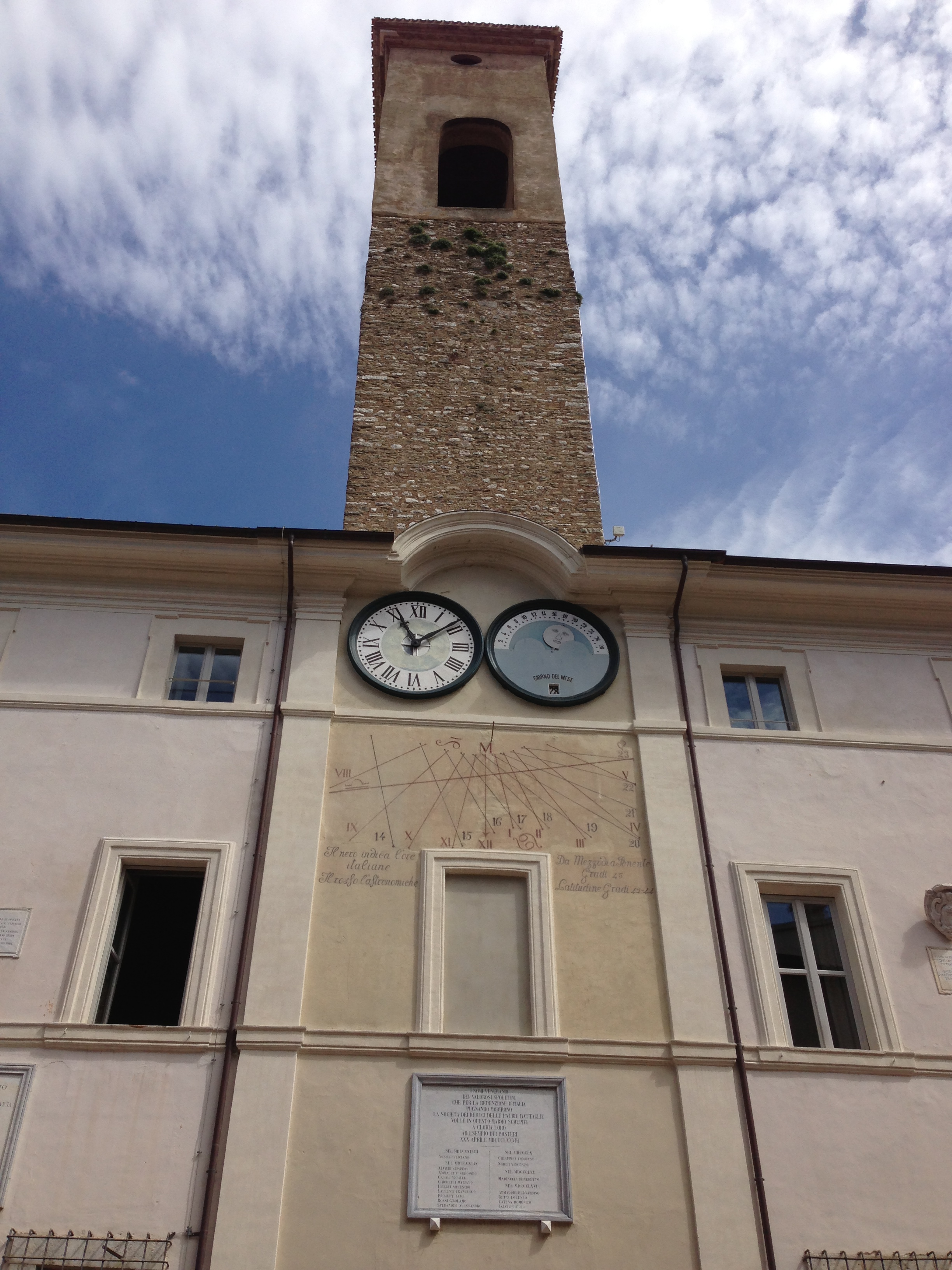
La torre del '200, con al centro la meridiana

Intorno al 1455 all'interno del palazzo vi era una cappella, oggi non più esistente, ornata dal maestro Arcangelo di Giovanni con sacre raffigurazioni dei santi protettori della città. Di altri affreschi, dipinti da Bernardino Campilio da Spoleto nel 1498 e da Antonio Brunotti nel 1510, soprattutto nella Sala delle udienze, sopravvivono importanti frammenti.
L'intero edificio nel 1703 viene danneggiato seriamente dal terremoto, tanto che il Consiglio è costretto a riunirsi altrove. Il restauro integrale, deliberato dopo 3 anni, sarà lungo e si svolgerà molto lentamente, sia per la scarsità di risorse nelle casse comunali, sia per i successivi e frequenti terremoti. Alla fine non si tratterà di un semplice restauro, ma di un totale rinnovamento dell'edificio che viene notevolmente ingrandito accorpando case private adiacenti. Nel 1782 l'architetto spoletino Pietro Ferrari presenta progetti che però non riescono ad essere completati. Nel 1784 si delibera di portare a compimento i lavori nonostante l'opposizione di molti cittadini che trovano la sede troppo grande e sontuosa. 
La direzione dei lavori viene affidata a Francesco Angelo Amadio detto Scheggino e all'architetto Andrea Vici. 
Un ultimo accorpamento avviene nel 1913: l'adiacente palazzo Brancaleoni è inglobato al palazzo comunale per aumentare gli spazi di lavoro. 
Fino ai primi anni ottanta ha ospitato gli uffici di governo, l'ufficio anagrafe ed altri servizi aperti al pubblico, oltre alla pinacoteca al piano nobile. 
La recente ristrutturazione strutturale terminata nel 2007, ha consentito di salvaguardare e valorizzare gli aspetti storico-architettonici, di riqualificare gli spazi e di abbattere le barriere architettoniche. 

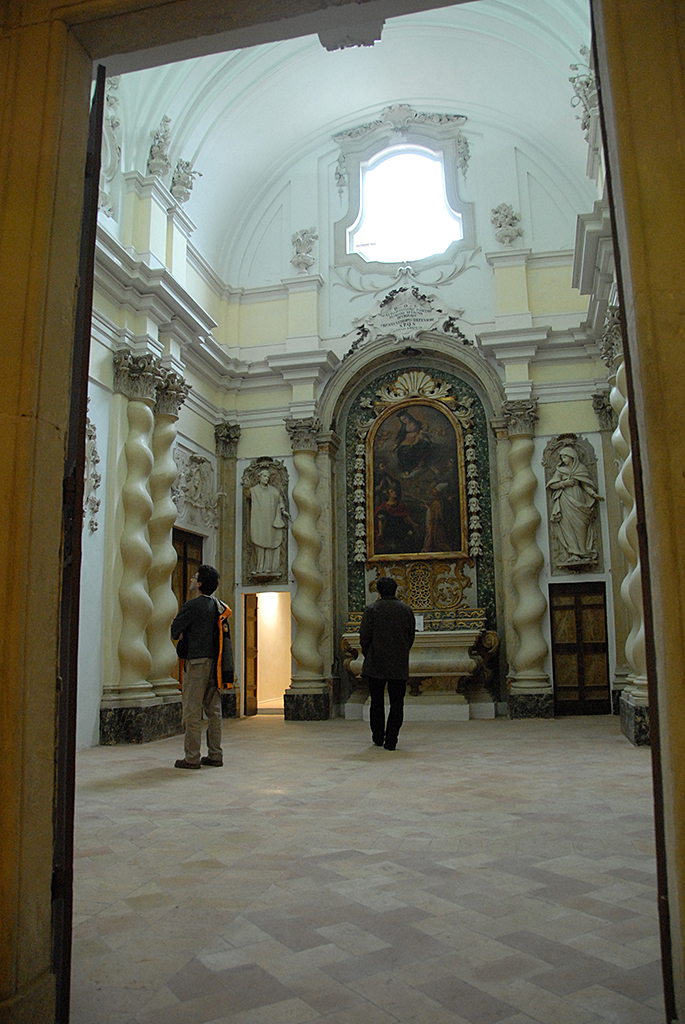
Cappella dedicata a San Ponziano

Altri assessorati e servizi sono dislocati in varie sedi vicine come palazzetto Ancaiani, palazzo Mauri e palazzo della Genga.

## Descrizione
L'attuale aspetto del palazzo è il risultato dei lavori settecenteschi. 
L'alta torre che sovrasta l'edificio è l'unico elemento duecentesco ancora presente; di pianta rettangolare, è costruita in muratura con selci come la cinta muraria medievale; la cella campanaria ha caratteristiche cinquecentesce mentre il finale è del XVIII secolo. Le campane alloggiate sono quattro, la più antica è del XIV secolo, l'altra più grande, opera del fonditore francese Jacques Doisemont (1639), è ornata da due bassorilievi, dalle api barberiane, dai gigli di Francia e reca la scritta Spoletum Umbriae caput. Le altre due piccole sono del 1559 e del 1711. Sotto la cella campanaria la torre conserva una meridiana a doppio quadrante.

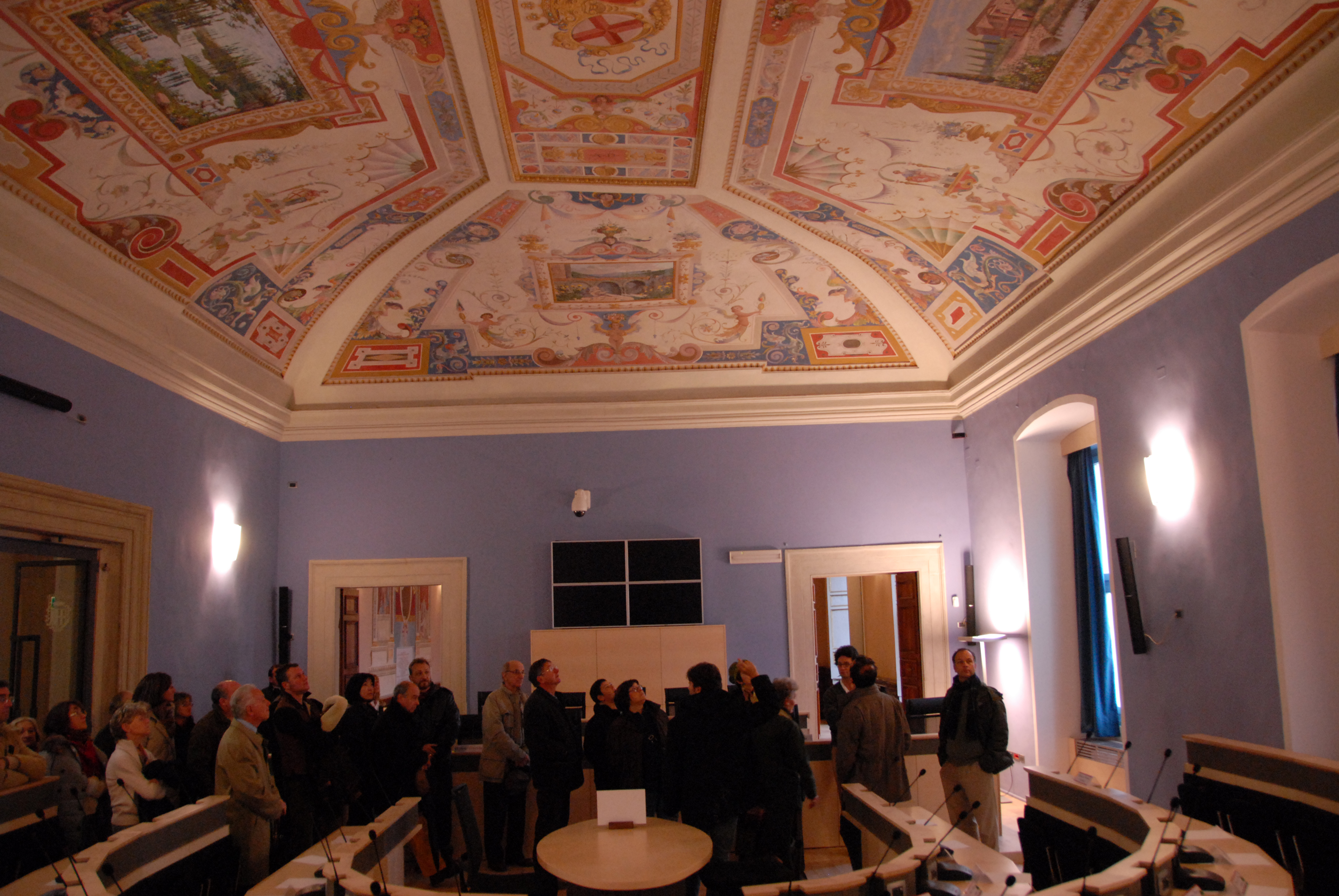
Sala del Consiglio

La facciata nord, realizzata dall'architetto Pietro Ferrari, affaccia sulla scalinata di piazza Duomo; è ornata nel piano nobile di stemmi e iscrizioni relativi a importanti personaggi governanti della città nei secoli XVII e XVIII.
La facciata sud, realizzata da Francesco Angelo Amadio, è preceduta da un'ampia scalinata; sulla sinistra prosegue con il palazzo Brancaleoni, ornato in stile neogotico dagli artisti spoletini Giuseppe Moscatelli e Benigno Peruzzi, ai quali vengono attribuiti anche gran parte dei decori delle sale interne.
Le sale interne di maggior pregio: 

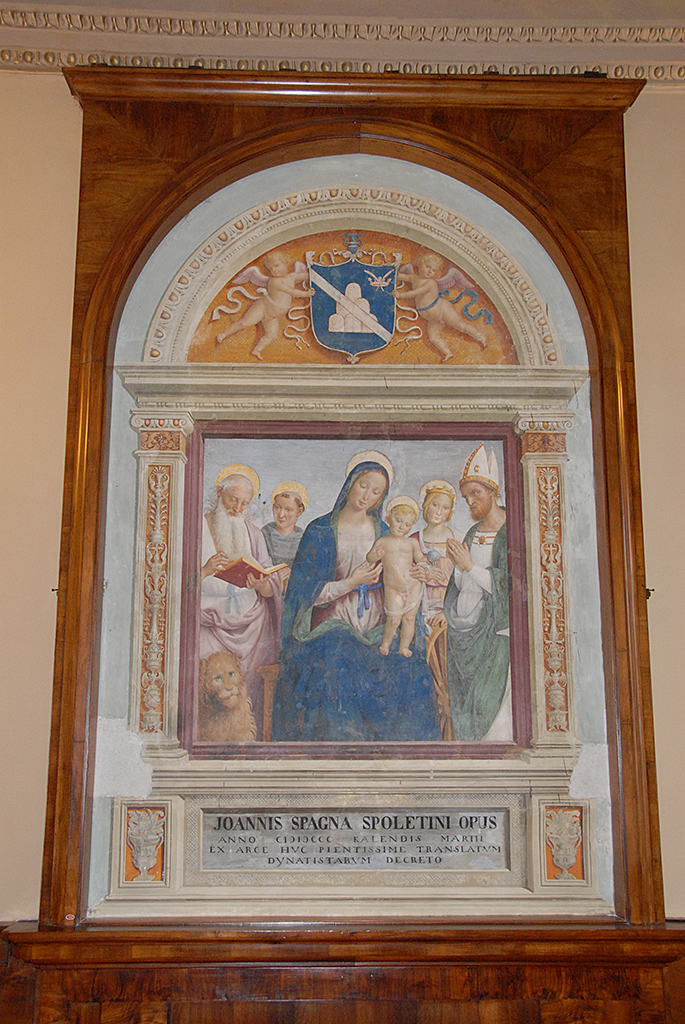
Sala dello Spagna. Madonna col bambino fra i SS. Gerolamo, Nicolò da Tolentino, Caterina, Brizio

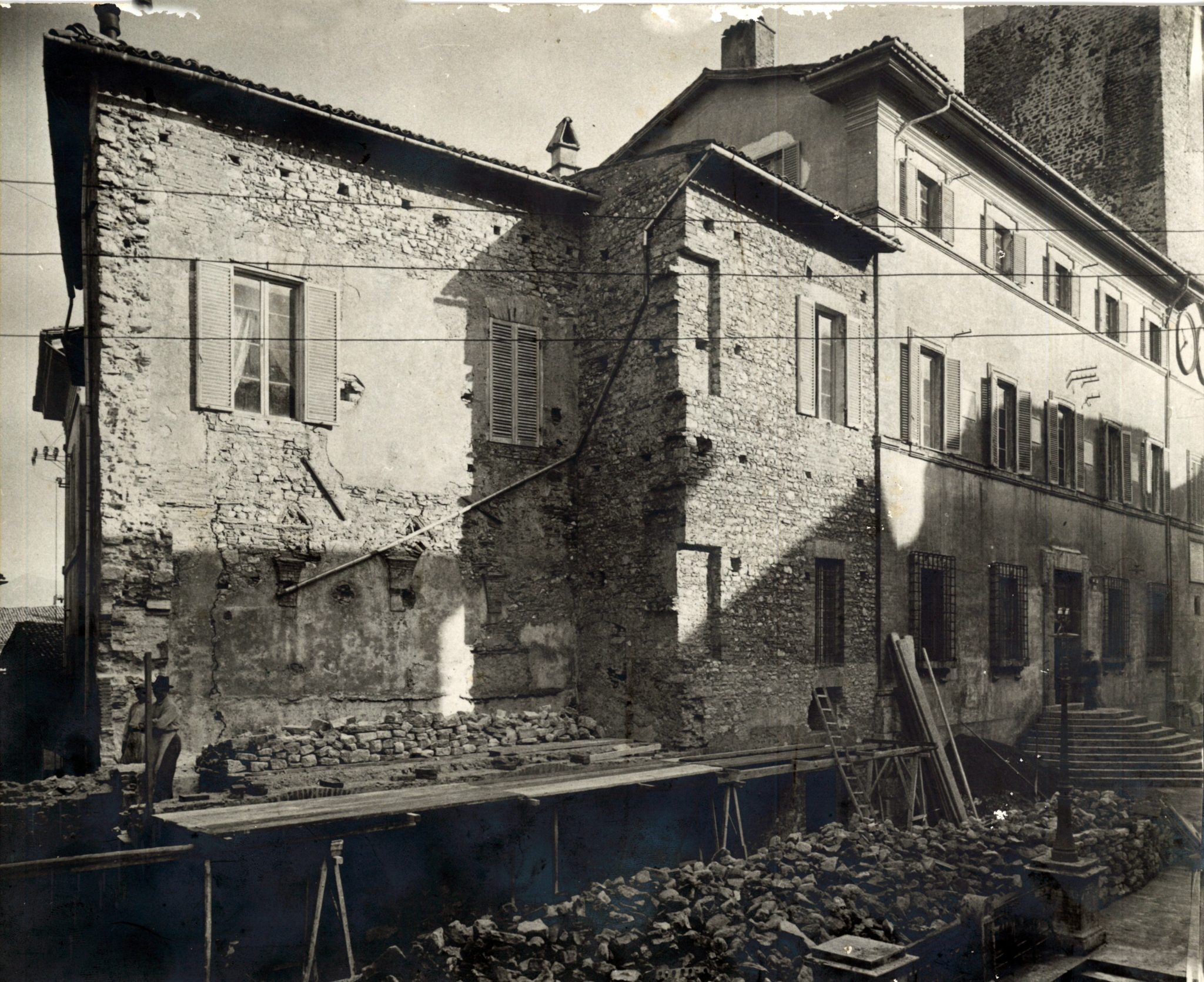
Il Palazzo comunale durante i lavori del 1913

- La Cappella palatina di San Ponziano, attualmente sconsacrata, è stata eretta nel 1711 in forme tardo barocche e ornata di stucchi che rappresentano figure ed episodi della storia civile e religiosa spoletina. A lungo usata come magazzino, dopo il restauro del 2007 è a disposizione per la celebrazione dei matrimoni civili.
- La Sala dello Spagna, alle pareti gli affreschi del grande pittore distaccati dalla Rocca Albornoziana intorno al 1824. Sono raffigurate le Virtù: la Carità, la Clemenza e la Giustizia. Staccato invece nel 1800 l'affresco Madonna col bambino fra i SS. Gerolamo, Nicolò da Tolentino, Caterina, Brizio dipinto su commissione di Pietro Ridolfi, governatore della città dal 1514 al 1516. Anch'essa può essere scelta per la celebrazione dei matrimoni.
- La Sala degli uomini illustri o Sala Caput Umbriae rende omaggio agli spoletini più illustri, attraverso i loro ritratti.
- La Sala dei Duchi è ornata nel soffitto dai ritratti dei più importanti duchi longobardi di Spoleto.
- La Sala delle Stelle, prima del restauro usata per le adunanze del Consiglio, attualmente è destinata prevalentemente a uffici.

Antistante la facciata sud dal 1962 è posta una slanciata scultura in ferro e acciaio di Nino Franchina dal titolo Spoleto '62, realizzata in occasione della mostra Sculture nella città e donata alla città.

## La pinacoteca comunale
La nascita della Pinacoteca Comunale di Spoleto si può far risale alla fine del Cinquecento, quando il dotto vescovo Paolo Sanvitale comincia a raccogliere nel palazzo comunale antiche iscrizioni. A questo primo nucleo di materiale storico-artistico si aggiungono altre opere: dipinti, mobili artistici in prevalenza provenienti da palazzo Collicola, lampadari, tessuti, arazzi. Sul finire del XIX secolo il materiale epigrafico e scultoreo viene trasferito nel Museo Civico, allora situato nelle fondamenta del palazzo della Signoria. 
La formazione di una vera e propria collezione civica di opere d'arte dei secoli XII - XVIII si deve a Pietro Fontana. Le prime due opere che entrano a farne parte sono due affreschi dello Spagna staccati, su suggerimento dello stesso Fontana, dalle pareti della Rocca Albornoziana nel 1800 e nel 1824. Altri studiosi e amanti dell'arte, come Achille Sansi, Francesco Toni e Tommaso Benedetti, contribuiscono con altri dipinti, mobili e anticaglie. Il patrimonio si arricchisce ulteriormente dopo il 1863 grazie al Regio decreto che ordina il passaggio ai comuni degli oggetti d'arte appartenuti alle congregazioni religiose soppresse. 

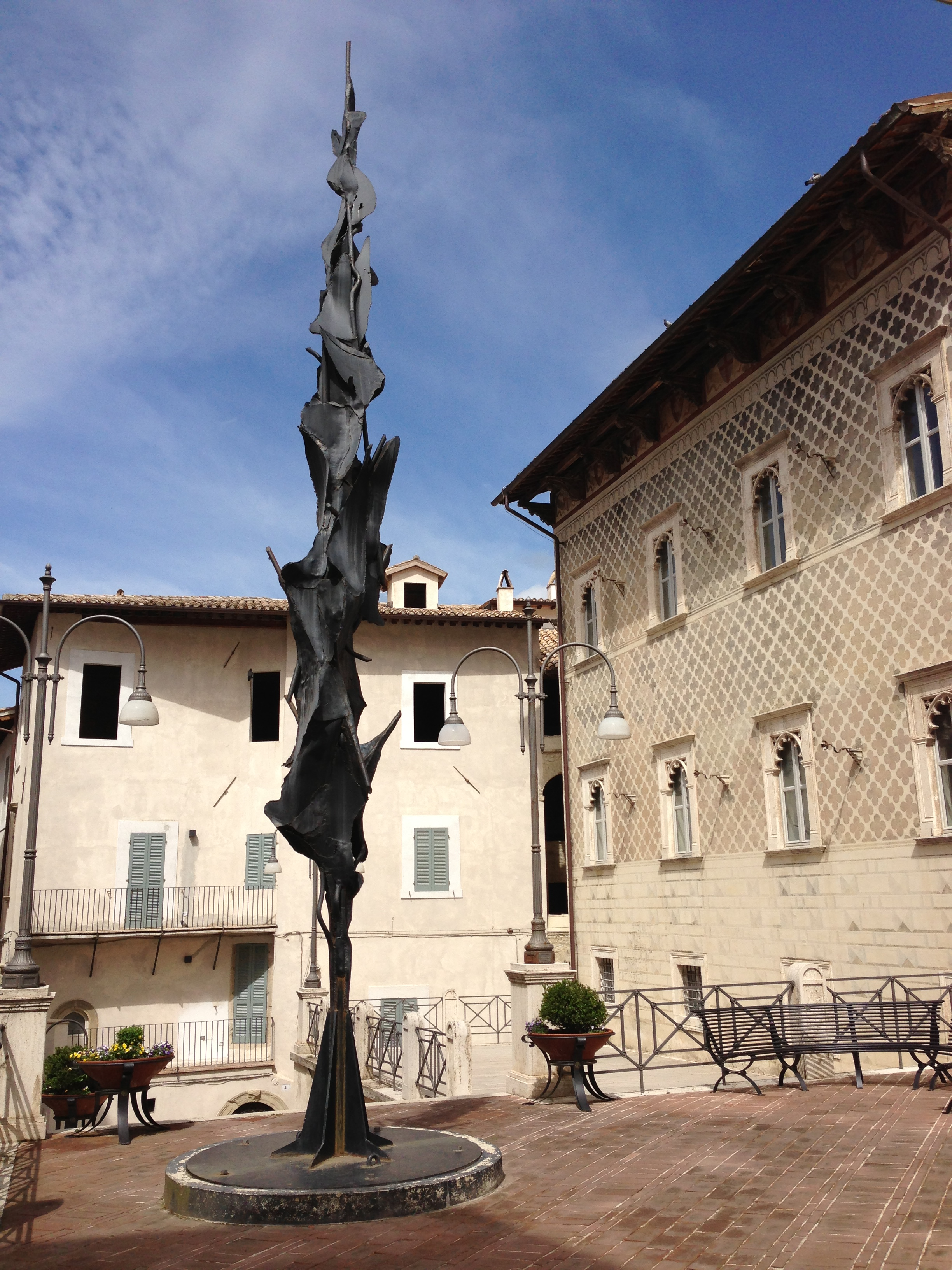
Piazza del Comune. Scultura Spoleto '62 di Nino Franchina

Un primo ordinamento del materiale raccolto avviene nel 1871 grazie a Lorenzo Sinibaldi, e ancora negli anni 1893 e 1904 grazie a Giuseppe Sordini.
Molti affreschi provengono dall'Abbazia di San Paolo "inter vineas", dall'Abbazia di Sant'Eutizio di Preci, dalla chiesa di San Crisanto di Patrico e dal Monastero della Stella, interno al complesso monumentale dell'Anfiteatro.
Gli artisti rappresentati sono: Lo Spagna, Sebastiano Conca, il Guercino (Maddalena penitente e gli angeli, 1636), Lazzaro Baldi, il Maestro di Cesi, Francesco Refini, Cesare Augusto Detti, Giovanni Catena, Paolo Antonio Barbieri (fratello del Guercino), Bartholomäus Spranger, il Maestro di Sant'Alò, Francesco Manno e molti altri. 
Alla fine degli anni ottanta le opere vengono trasferite al palazzo Rosari-Spada. Dopo la ristrutturazione del 2007 alcune di esse sono tornate ad abbellire le sale di rappresentanza del palazzo Comunale, mentre altre sono state collocate al piano nobile del Museo Carandente, Palazzo Collicola - Arti visive e altre ancora all'interno del Museo nazionale del Ducato. Nei locali del palazzo Rosari-Spada è rimasto il patrimonio storico-artistico di tipo tessile, ordinato all'interno del Museo del tessile e del costume.

## Il Monte di Pietà
I lavori settecenteschi di restauro e ampliamento del palazzo comunale determinano l'inclusione al proprio interno del Monte di Pietà, detto Monte della Pietà et de la Vergine Maria Madre de Misericordia, situato in un locale accessibile dalla facciata nord. Già attivo dal 1469, era stato fondato su proposta di frate Fortunato da Perugia con l'intento di erogare prestiti gratuiti ai cittadini in difficoltà, sottraendoli così all'usura. Nel 1490 risulta agli atti la fondazione ex novo di un altro Monte per iniziativa ancora di un frate minore, Andrea da Faenza, e con l'appoggio del vescovo Costantino Eroli; la nuova istituzione prevede due distinte attività: il Monte dei denari, con le stesse funzioni dell'istituto precedente, e il Monte del grano che distribuisce sementi in prestito ai contadini bisognosi, da restituire al tempo del raccolto. 
Questa iniziativa è la prima in Italia; successivamente altri Monti frumentari sorgono in molte altre città a sostegno dell'agricoltura. Ma non hanno lunga vita, causa le ingenti spese di gestione non sempre sostenibili a fronte della completa gratuità del servizio. Nel 1575 ancora su iniziativa di un frate, viene approvata l'istituzione del Sacro Monte della Pietà che per statuto può esigere un interesse del 3% annuo. È il primo passo verso la trasformazione di un ente di beneficenza in un istituto di credito, sancito poi nel 1661 con l'istituzione del Monte a Pubblica Cassa per i depositi. Questa trasformazione non riguarda il Monte del grano che rimane opera di beneficenza, sostenuta dalle famiglie nobili spoletine, soprattutto dalla famiglia Ràcani, tanto da essere a volte citato come Monte Ràcani.
Nel 1861, dopo il decreto Pepoli, il Monte entra a far parte della Congregazione di carità di Spoleto, ente a cui viene assegnata l'amministrazione delle opere pie esistenti nel territorio del Comune di Spoleto.
Attraverso vari passaggi e trasformazioni, rimane attivo fino al 1961, per poi essere assorbito dalla Cassa di risparmio di Spoleto.